# Ludus duodecim scripta

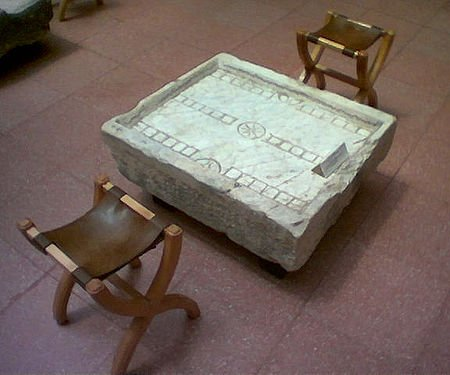
Spelbräde till ludus duocecim scripta, här i form av ett bord. (Museet i Efesos, Turkiet)

Ludus duodecim scripta, även kallat ludus duodecim scriptorum, var ett populärt brädspel i det antika romarriket. Det spelades av två personer med vardera 15 spelbrickor, vilka flyttades efter vad som angavs av kast med tre tärningar. På spelbrädet fanns tre rader med vardera tolv markeringar att placera brickorna på. Dessa markeringar kunde bestå av exempelvis rutor, men det förekom också att de var utformade som bokstäver, vilka ibland kunde utgöra epigram bestående av sex ord som alluderade på själva spelet eller spelandet.
Trots att spelet ofta har omnämnts av romerska författare saknas utförligare beskrivningar av spelreglerna, men det är uppenbart att spelet hör till samma typ av spel som backgammon och det svenska spelet bräde. Under det första århundradet e.Kr. blev spelet omodernt och kom att ersättas av det snarlika spelet tabula (även kallat alea), som hade ett spelbräde med två rader i stället för tre som i ludus duodecim scripta.
Spelets latinska namn kan översättas med "tolvlinjespelet".